# Skölds Plast
Skölds Plast AB är en svensk fritidsbåtstillverkare i Kungshamn, Bohuslän. Företaget utvecklar, konstruerar och tillverkar Rocadbåtar.